# Cirro (nuvem)

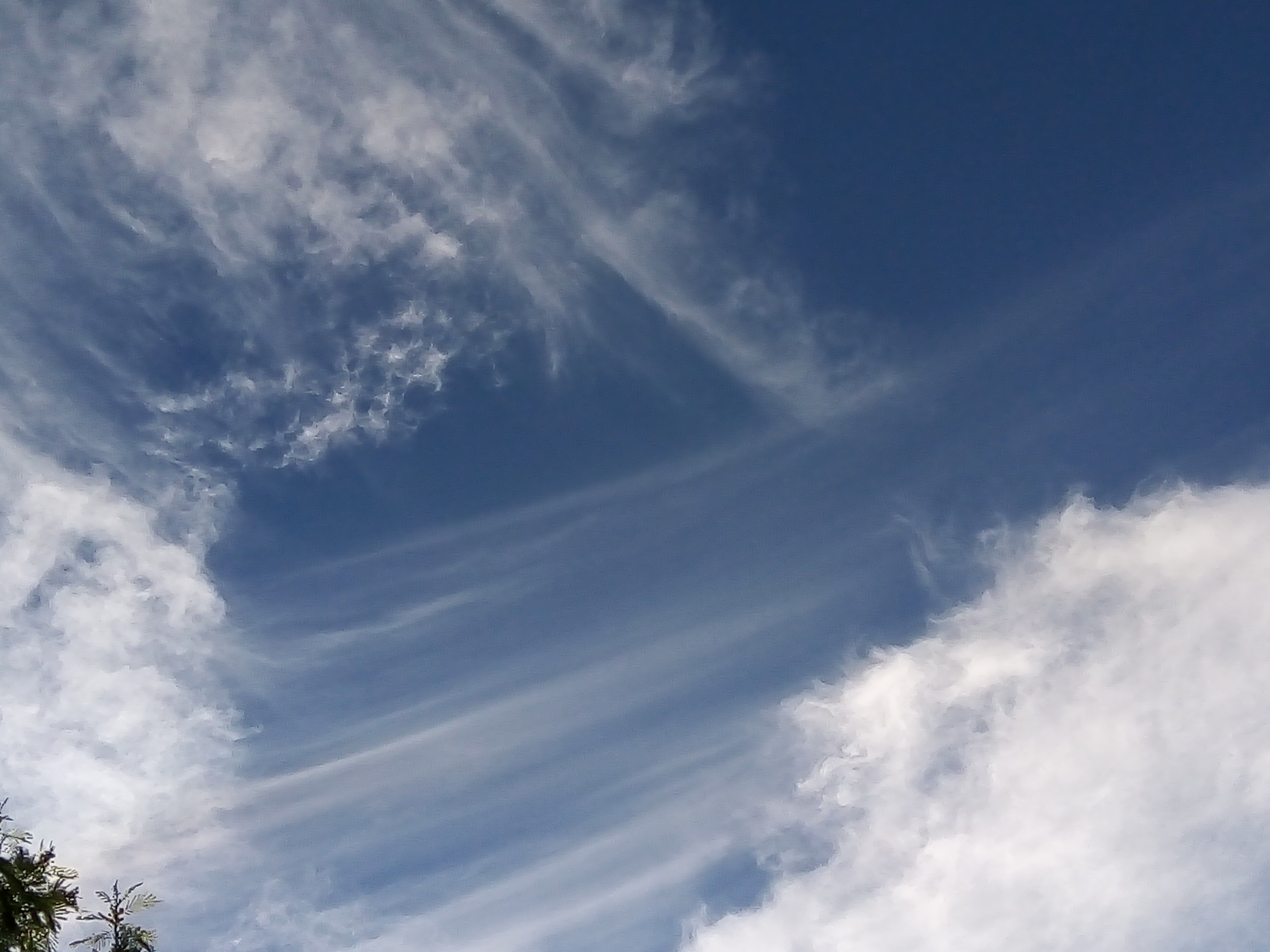
Cirrus fibratus

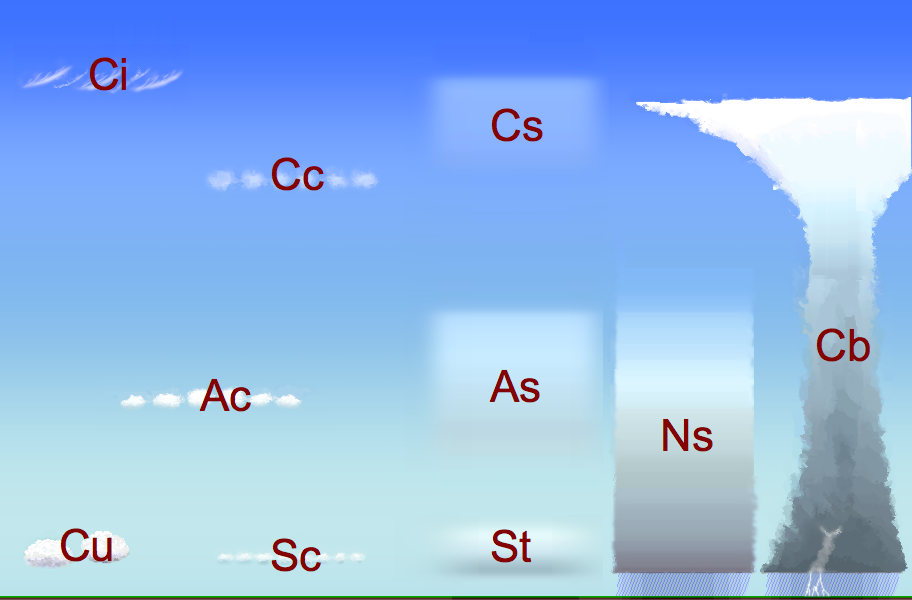
Mapa das nuvens. Os cirros são abreviados como CI.

Cirros ou Cirrus são nuvens filiformes que se formam na alta troposfera a 10 000 metros de altitude, numa temperatura ambiente inferior a 0 °C. São por isso constituídas por microscópicos cristais de gelo, que devido à ação dos ventos de grande altitude ficam com a aparência de novelos muito finos de cabelo branco («cirrus» em latim significa exatamente «cachos de cabelo»). Têm um aspecto delicado, sedoso ou fibroso, de cor branca brilhante.
Os cirros estão associados a tempo agradável e a sua direcção indica a direcção do movimento do ar a grande altitude. Formam-se em massas de ar estável, quando a humidade e a temperatura são relativamente baixas. Podem estar associados à presença de chuviscos.

## Tipos
Tipos de cirros:
- Cirrus castellanus
- Cirrus radiatus
- Cirrus uncinus
- Cirrus fibratus
- Cirrus spissatus
- Cirrus intortus
- Cirrus vertebratus
- Cirrus floccus
- Cirrus duplicatus
- Cirrus mammatus
- Cirrus Kelvin-Helmholtz

## Galeria de fotografias

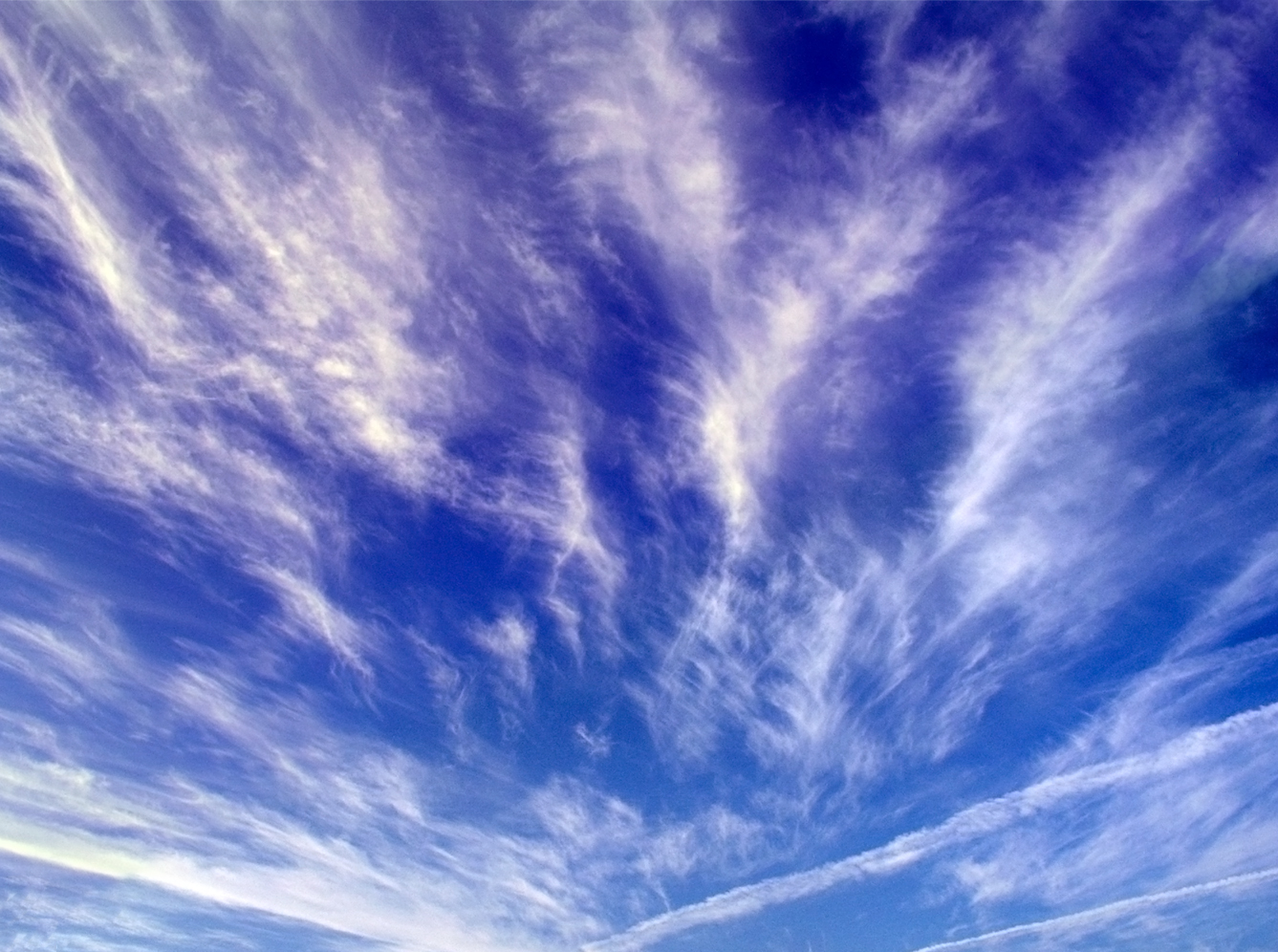
Cirrus Fibratus
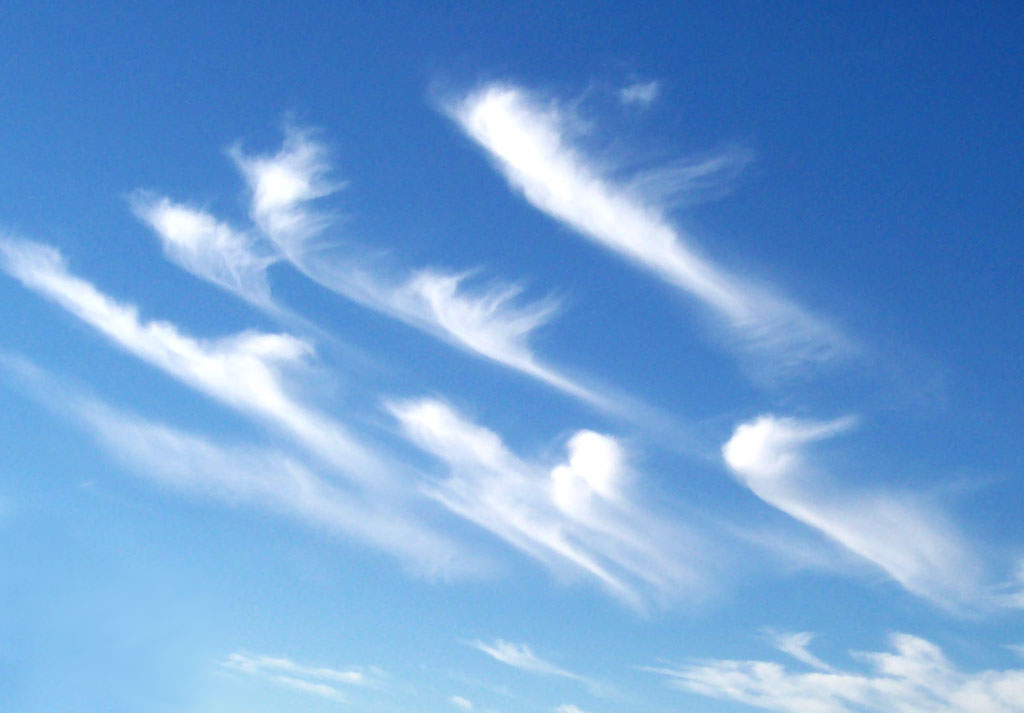
Cirrus uncinus
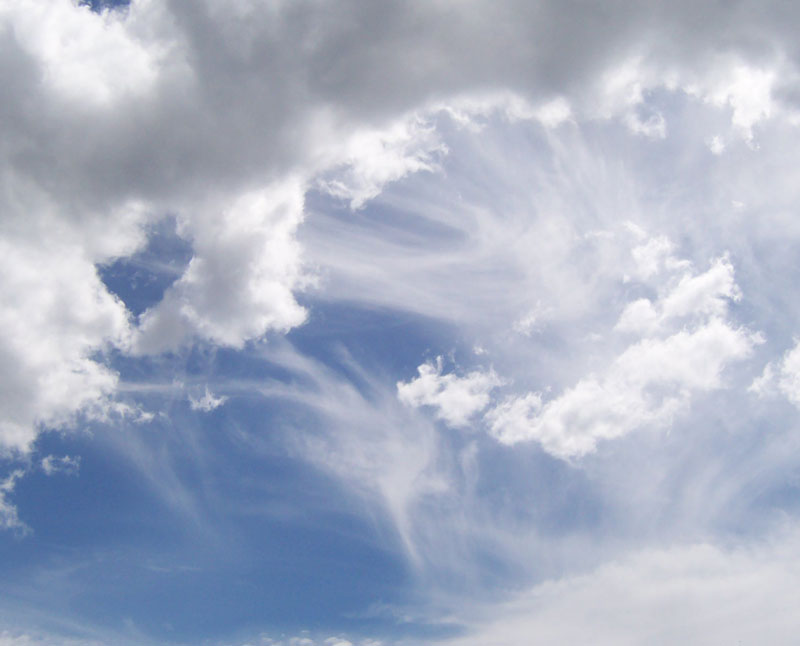
Wispy Cirrus
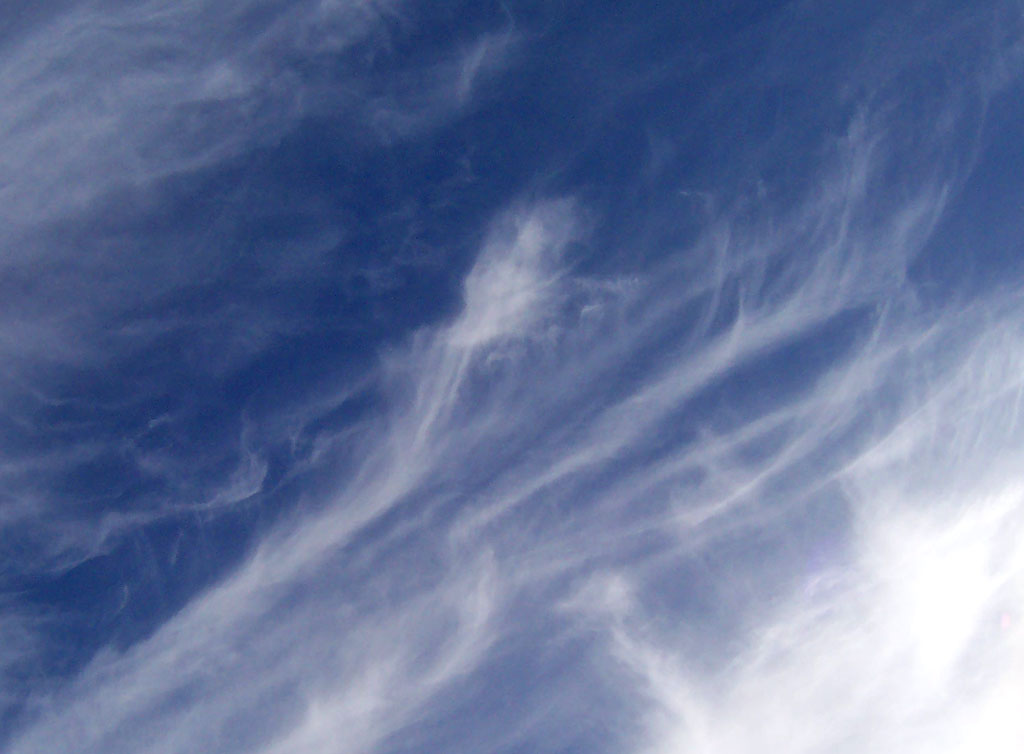
Cirros
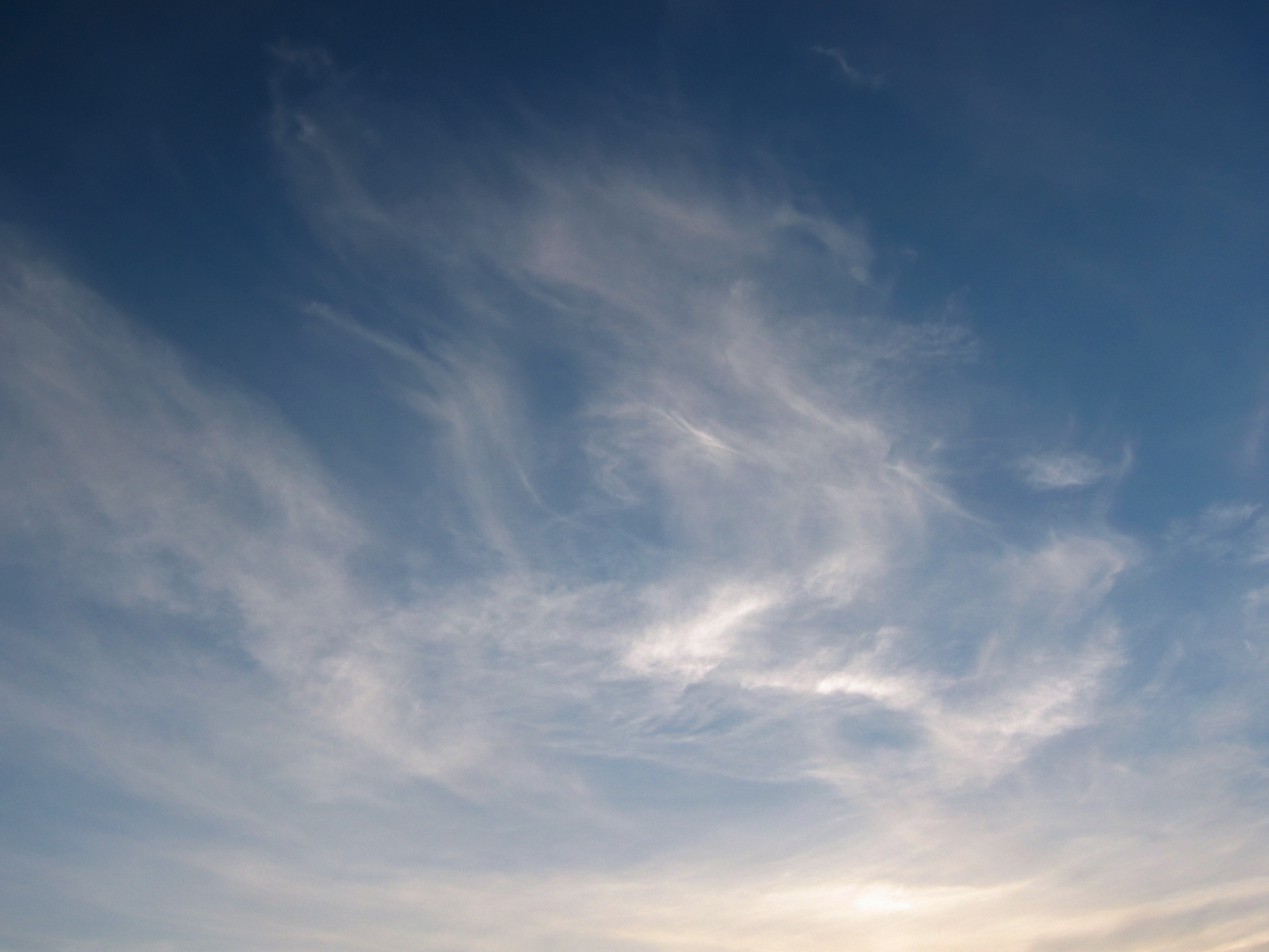
Cirros
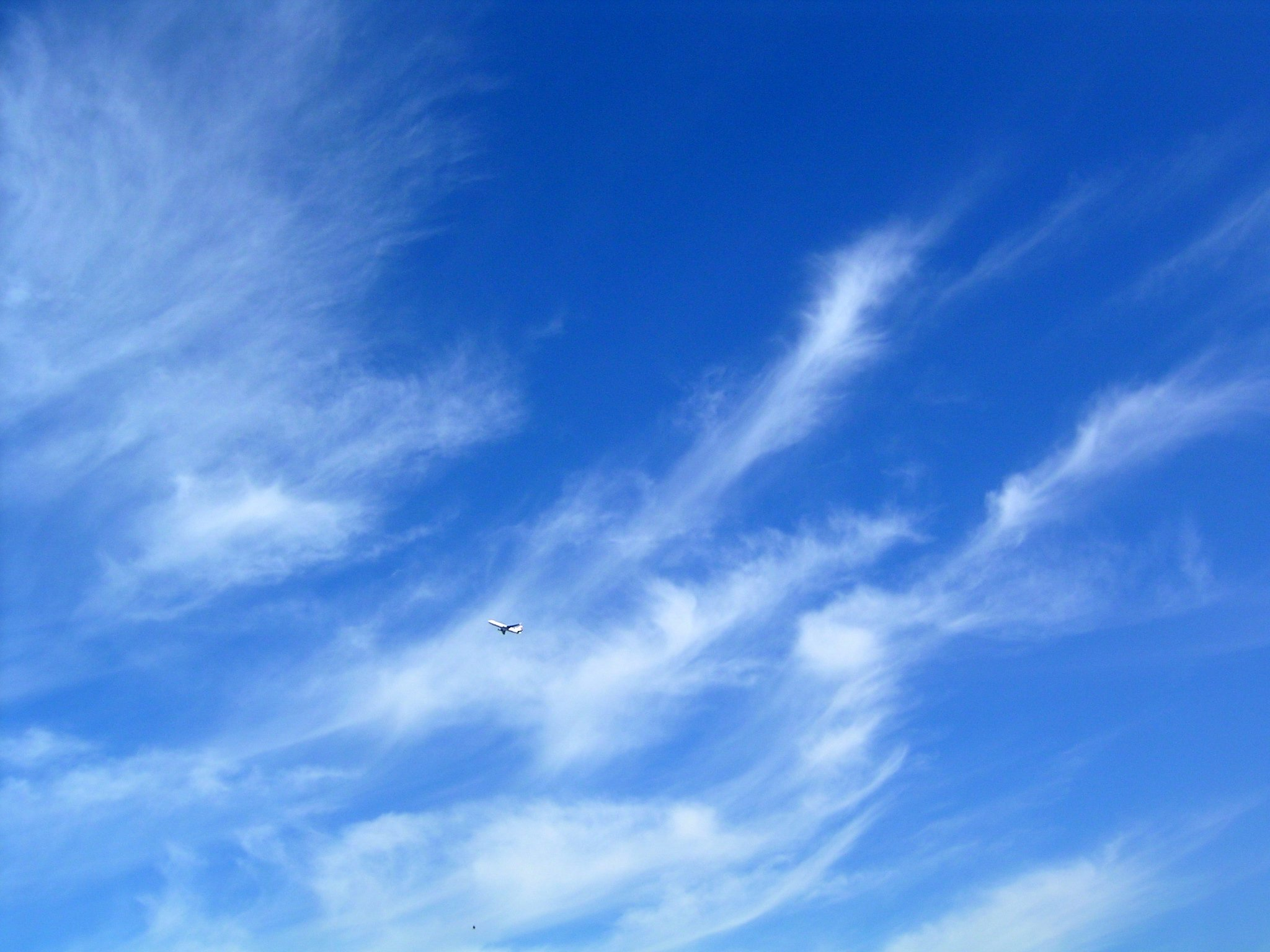
Cirros
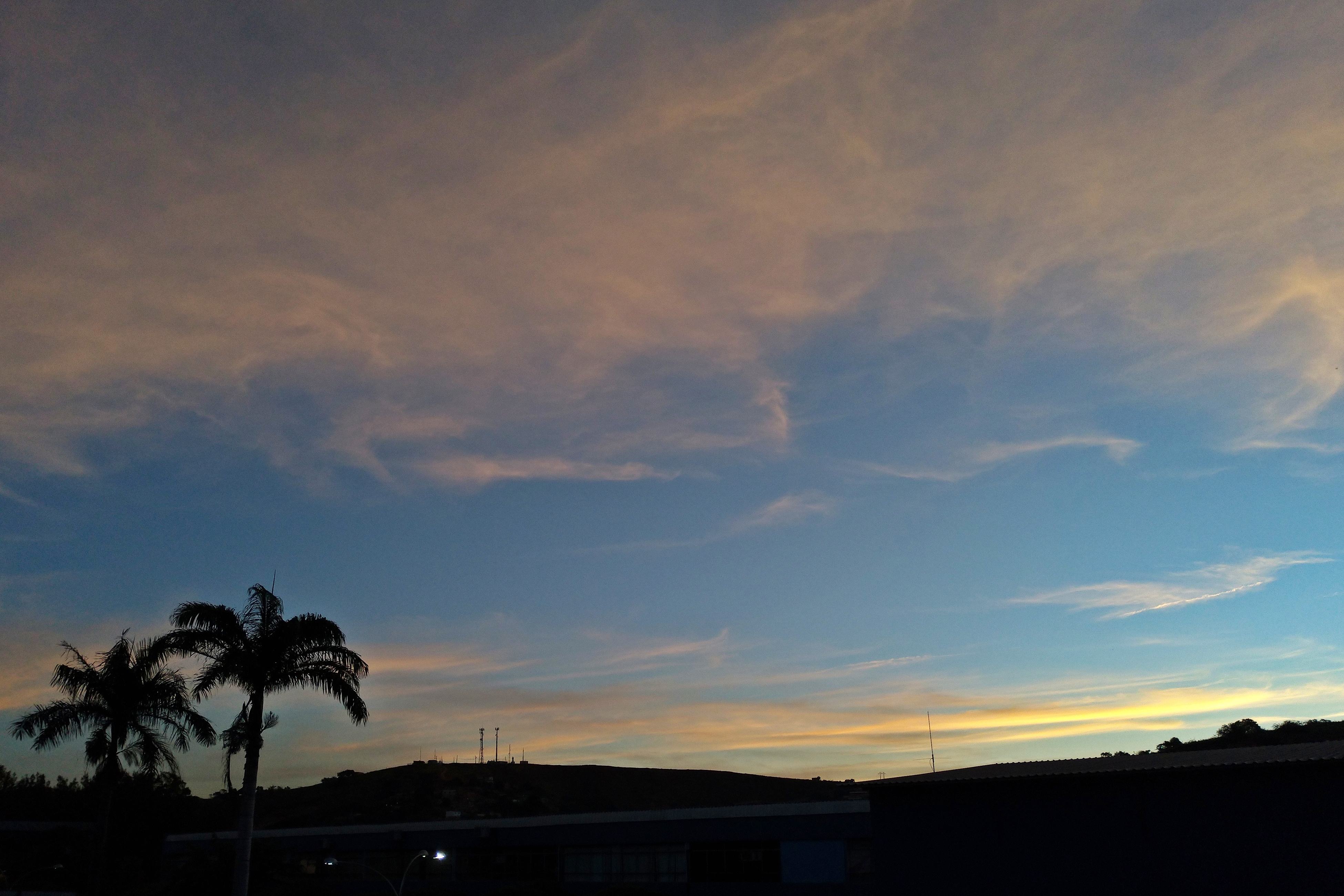
Cirros ao final da tarde